# Цибулька, Альфонс
Альфонс Цибулька (нем. Alfons Czibulka 14 мая 1842, Спишске-Подградье — 27 октября 1894, Вена) — австро-венгерский военный музыкант, композитор и дирижёр.

## Биография
Творческую деятельность начал как капельмейстер оперного театра в Одессе и Национальном театра в Инсбруке. В 1865 году, будучи капельмейстером в венском Карл-театре, работал вместе с Францем фон Зуппе. С 1866 по 1869 год проходил службу в 17-м пехотном полку австро-венгерской армии с дислокацией в Больцано. С 1869 по 1870 год служил в 23-м полку в Петроварадине, а затем, в 1871 году, в 20-м полку в Кракове.
Большую известность как дирижёр и композитор военной музыки получил в период с 1872 по 1880 год во время службы в 25-м пехотном полку, который в то время располагался в Праге. В том же 1880 году он стал представителем Австро-Венгрии на международном фестивале военных оркестров в Брюсселе. В это время он написал Erzherzog Friedrich-Marsch, посвящённый эрцгерцогу Фридриху, который в то время тоже проходил службу в 25-м полку, и гавот «Стефания», посвящённый невесте Рудольфа, принцессе Стефании Бельгийской. С 1880 по 1883 год занимал должность военного капельмейстера 44-го пехотного полка в Триесте. В 1884 году во Флоренции и Вене состоялась премьера его оперетты «Pfingsten in Florenz», имевшей большой успех (как и другие его оперетты) на всей территории Австро-Венгрии, Германии и Италии. Благодаря этому произведению Цибулька вскоре стал известным и в США. Впоследствии с 1883 по 1887 год служил военным капельмейстером в 31-м пехотном полку, находившемся в Вене а с 1891 по 1894 год — в 19-м. Был похоронен на венском Центральном кладбище.
Всего написал более 400 работ, среди которых сочинения для оркестра, марши и танцевальная музыка. Из его сценических работ наиболее известны оперетты «Pfingsten in Florenz» (1884) и "Der Glücksritter" (1887). Большая часть его композиций находится в музыкальной коллекции Венской городской библиотеки.